# Euphorbia cannellii
Euphorbia cannellii ist eine Pflanzenart aus der Gattung Wolfsmilch (Euphorbia) in der Familie der Wolfsmilchgewächse (Euphorbiaceae).

## Beschreibung
Die sukkulente Euphorbia cannellii bildet Sträucher bis 70 Zentimeter Höhe aus, die durch ihren wuchernden Wuchs bis 3 Meter Durchmesser erreichen können. Die flach liegenden Triebe sind wenig verzweigt und deutlich vierkantig. Sie sind in ungleichmäßige Abschnitte gegliedert und an den Kanten mit buchtigen Zähnen versehen. Die Dornschildchen sind zu einem durchgehenden Hornrand verwachsen. Es werden Dornen von 5  bis 12,5 Millimeter Länge und sehr kleine Nebenblattdornen ausgebildet.
Der Blütenstand besteht normalerweise aus einzelnen Cyathien, die an etwa 2,5 Millimeter langen Stielen stehen. Sie erreichen bis 6 Millimeter im Durchmesser. Es werden fünf bis sechs längliche Nektardrüsen ausgebildet, die einzeln stehen. Die stumpf gelappte Frucht ist nahezu sitzend und wird etwa 4 Millimeter lang und 8 Millimeter breit. Sie enthält den kugelförmigen Samen, der etwa 2,4 Millimeter groß wird und eine glatte Oberfläche besitzt.

## Verbreitung und Systematik
Euphorbia cannellii ist in Angola auf felsigen Flächen im lockeren Waldland verbreitet.
Die Erstbeschreibung der Art erfolgte 1974 durch Leslie Charles Leach.